# Neuropeltis acuminata
Neuropeltis acuminata är en vindeväxtart som först beskrevs av Ambroise Marie François Joseph Palisot de Beauvois, och fick sitt nu gällande namn av George Bentham. Neuropeltis acuminata ingår i släktet Neuropeltis och familjen vindeväxter. Inga underarter finns listade i Catalogue of Life.